# Verrallina trispinata
Verrallina trispinata är en tvåvingeart som först beskrevs av King och Harry Hoogstraal 1947.  Verrallina trispinata ingår i släktet Verrallina och familjen stickmyggor. Inga underarter finns listade i Catalogue of Life.